# Harold Bride
Pour les articles homonymes, voir Bride.
Harold Sydney Bride, né le 11 janvier 1890 à Londres (Angleterre) et mort le 29 avril 1956 à Glasgow (Écosse), est un opérateur radio dans la marine marchande britannique. Après avoir servi sur plusieurs navires dont le RMS Lusitania, il embarque le 10 avril 1912 à bord du RMS Titanic. Le paquebot entre en collision avec un iceberg à 23 h 40 le 14 avril suivant et coule deux heures et quarante minutes plus tard. Avec son collègue Jack Phillips, Bride travaille sans relâche, jusqu'à la dernière minute, pour alerter les navires proches du lieu du naufrage, parvenant finalement à contacter le Carpathia. Comme le Titanic est sur le point de sombrer, il saute à l'eau et réussit à s'embarquer à bord du radeau pliable B qui flotte, retourné. Il y passe une grande partie de la nuit en compagnie du deuxième officier Charles Lightoller et d'une trentaine d'autres rescapés.
La position qu'il occupe dans le canot lui cause de graves blessures aux jambes, ce qui ne l'empêche pas de travailler à nouveau à bord du Carpathia, avec l'opérateur radio Harold Cottam, pour communiquer sur l'évolution de la situation. Il témoigne par la suite devant les commissions d'enquête sur le naufrage.
Durant la Grande Guerre, il continue son travail d'opérateur radio et de télégraphiste. Par la suite, fuyant l'agitation médiatique autour des rescapés du naufrage, il se réfugie en Écosse avec son épouse et ses trois enfants. Il y devient vendeur itinérant et meurt de complications pulmonaires en 1956.

## Biographie

### Jeunesse et débuts
Harold Bride naît à Londres le 11 janvier 1890. Il est le fils de Arthur John Larner Bride et Mary Ann Lowe, cinquième de leurs enfants. Après une scolarité classique, il s'engage au sein de la société Marconi pour devenir opérateur radio dans la marine. Il entre en poste en juillet 1911, puis travaille sur plusieurs navires : le Haverford, le Lusitania, La France et l’Anselm.

### LeTitanic

#### Essais et traversée

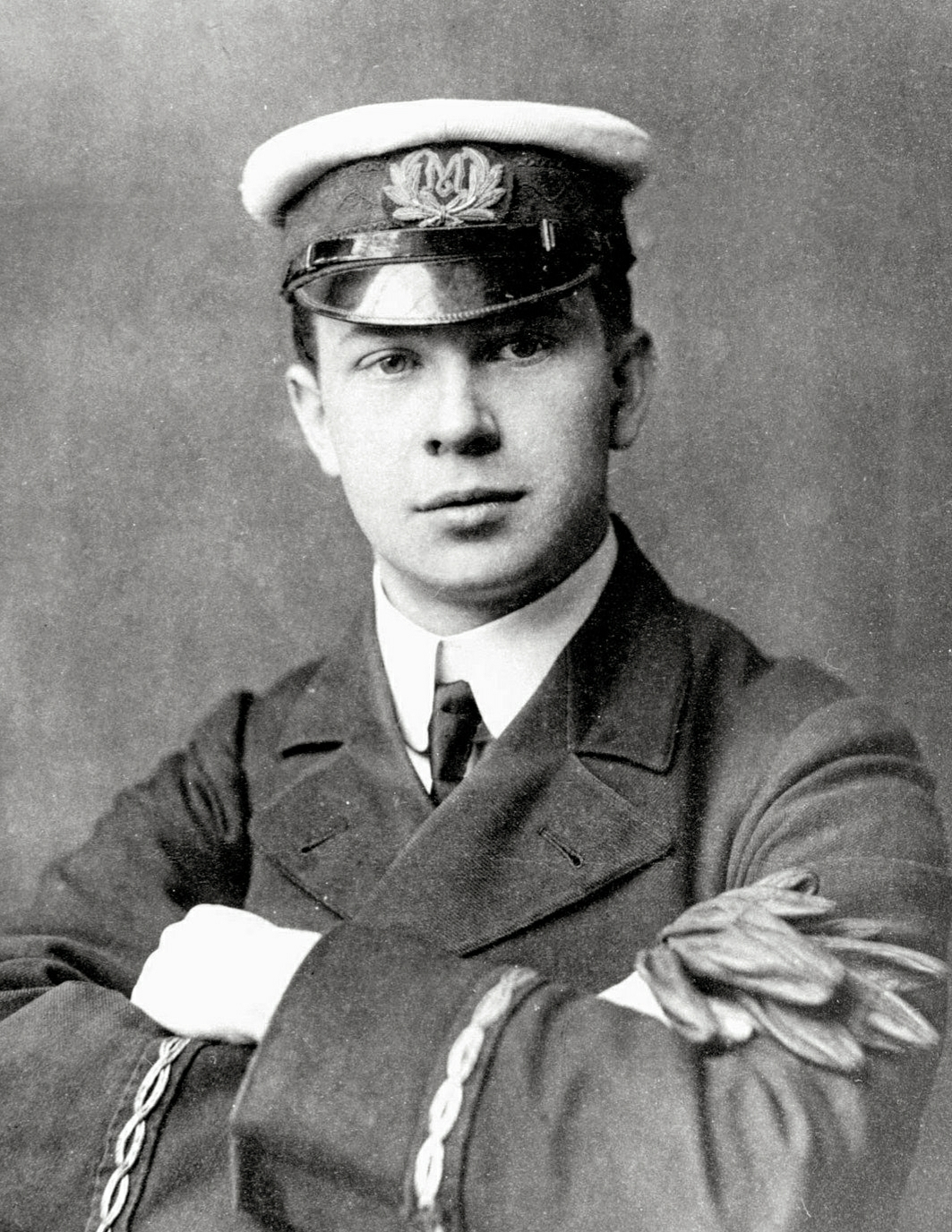
« Jack » Phillips, collègue de Bride, est mort dans le naufrage.

Bride rejoint en avril 1912 l'équipage du récent Titanic, de la White Star Line. Il embarque à Belfast avec son collègue John George « Jack » Phillips. Contrairement à ce qui a souvent été dit, les deux hommes ne se connaissaient pas auparavant. Les deux opérateurs participent aux essais en mer du paquebot le 2 avril et testent leur matériel, qui leur donne entière satisfaction. Le navire rallie ensuite Southampton.
Le départ a lieu le 10 avril 1912 à douze heures. Les deux opérateurs se partagent le temps de travail : Bride est au poste de deux heures à huit heures, puis de quatorze à vingt heures. Phillips s'y tient le reste du temps. À l'époque, l'expérience de Bride lui permet de taper 26 mots par minute, ce qui est dans la moyenne des opérateurs radio de la compagnie. Il est payé 4 £ pour la traversée par la compagnie Marconi, et aurait dû recevoir un bonus de 2,5 £ par la White Star.
Durant la traversée, les opérateurs transmettent nombre de messages personnels de passagers. Le deuxième jour de la traversée est marqué par l'anniversaire de Phillips. Le lendemain arrivent les premiers messages signalant des glaces sur la route du navire ; dans le même temps le nombre de messages personnels s'accroît fortement, nombre de passagers fortunés désirant suivre leurs affaires sur terre, ou partager leur expérience à bord avec leurs proches. De plus, lorsqu'un message doit être remis au commandant, Bride doit l'apporter à la passerelle, ce qui n'est pas toujours fait. De plus, le soir du 12 avril, l'émetteur radio tombe en panne. Les deux hommes passent leur nuit à essayer de localiser la panne, et parviennent finalement à réparer la radio.

#### Le naufrage

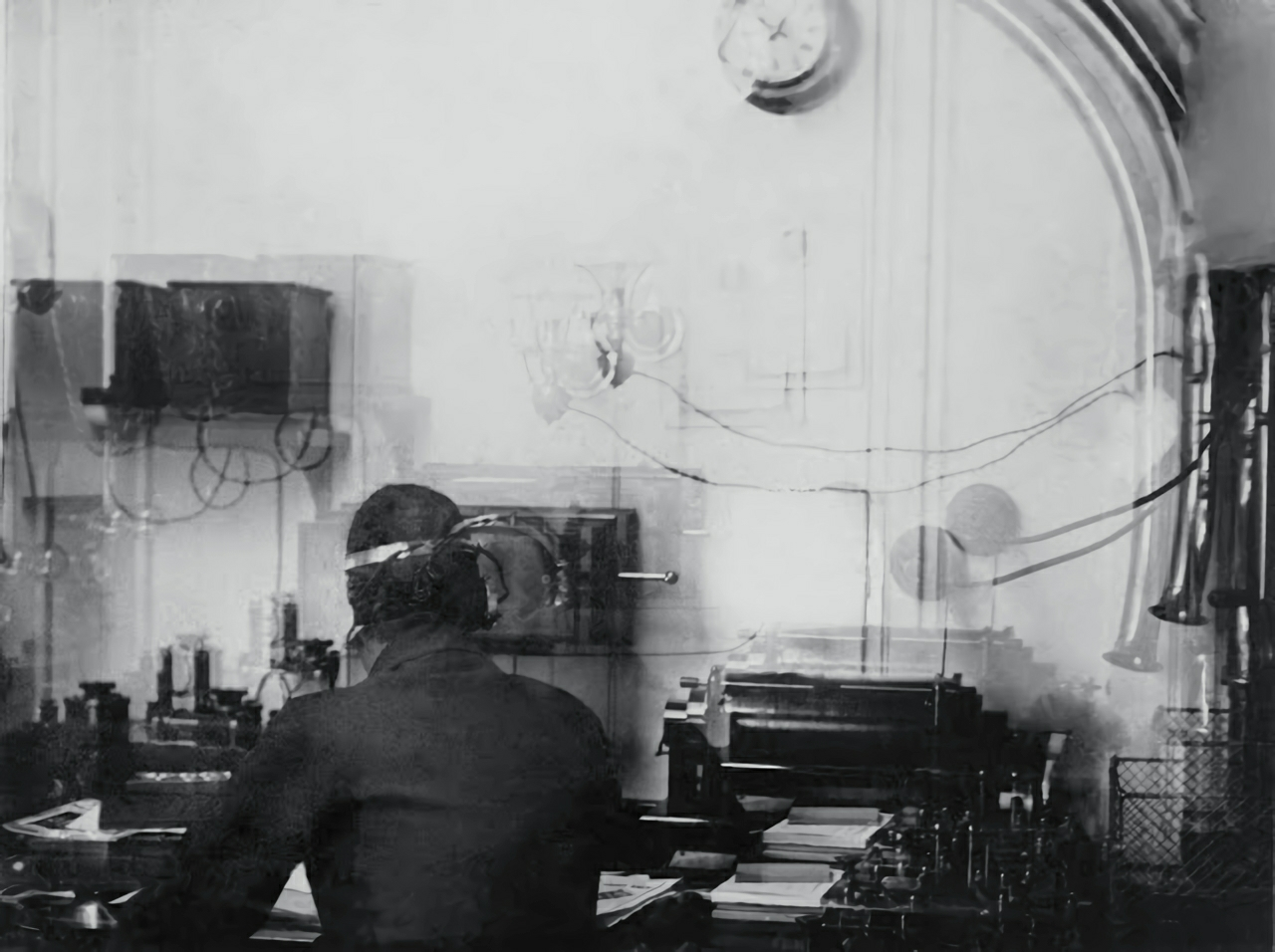
La seule image connue de la salle de radio du Titanic. Bride est assis à l'arrière.

Lorsque le Titanic heurte un iceberg, le 14 avril 1912 à 23 h 40, Bride est en train de dormir dans la cabine jouxtant la salle de radio. Réveillé par le bruit assourdissant de la vapeur évacuée par les cheminées, il se rend auprès de son collègue et les deux hommes ne prennent pas la situation au sérieux. Le commandant Smith se rend par la suite dans la cabine et leur demande d'envoyer un CQD, un signal de détresse. Au cours de la soirée, ce signal est changé pour un SOS, mais l'ambiance reste détendue. C'est ainsi que Bride propose le changement à Phillips : « Envoie donc un SOS, c'est le nouveau signal et c'est peut-être ta dernière chance de l'envoyer ! »
Après s'être habillé, Bride s'occupe d'informer le commandant et ses officiers des contacts avec des navires proches, en particulier le Carpathia et l’Olympic, jumeau du Titanic. Il soutient également son collègue qui tente de joindre les navires environnants. À 2 h 5, le commandant vient relever les deux hommes de leurs fonctions, mais ceux-ci ne quittent pas leur poste. Bride part ensuite sur le pont et donne un verre d'eau à une femme, avant qu'elle ne quitte le navire avec son mari. Il gagne ensuite sa couchette pour rassembler les biens et l'argent qui s'y trouvent ainsi que ceux de son collègue.
Lorsqu'il retourne auprès de Phillips, Bride surprend un chauffeur en train de tenter de voler le gilet de sauvetage de son collègue, tellement absorbé par son travail qu'il ne s'aperçoit de rien. Bride se jette sur lui et le bat violemment, le laissant par la suite évanoui dans la pièce. Il déclare par la suite au New York Times : « J'ai soudain décidé de ne pas le laisser mourir en digne marin […] Je l'ai achevé, enfin je pense. Nous l'avons laissé sur le sol de la cabine radio. Il ne bougeait plus. »
Bride et Phillips quittent le navire deux ou trois minutes avant son plongeon final, mais se perdent de vue. Tandis que ce dernier périt dans le naufrage, son collègue est entrainé vers le radeau pliable B, qui flotte alors retourné avec une trentaine d'hommes accrochés, parmi lesquels le deuxième officier Charles Lightoller. De fait, il parvient à rassurer ses compagnons d'infortune en leur annonçant l'arrivée prochaine des secours. En revanche, la position qu'il occupe est particulièrement inconfortable et le laisse grandement immergé. Lorsqu'il est récupéré par le Carpathia, il apparaît que ses chevilles sont gelées : il doit donc marcher avec des béquilles pendant un certain temps.

#### LeCarpathiaet l'enquête

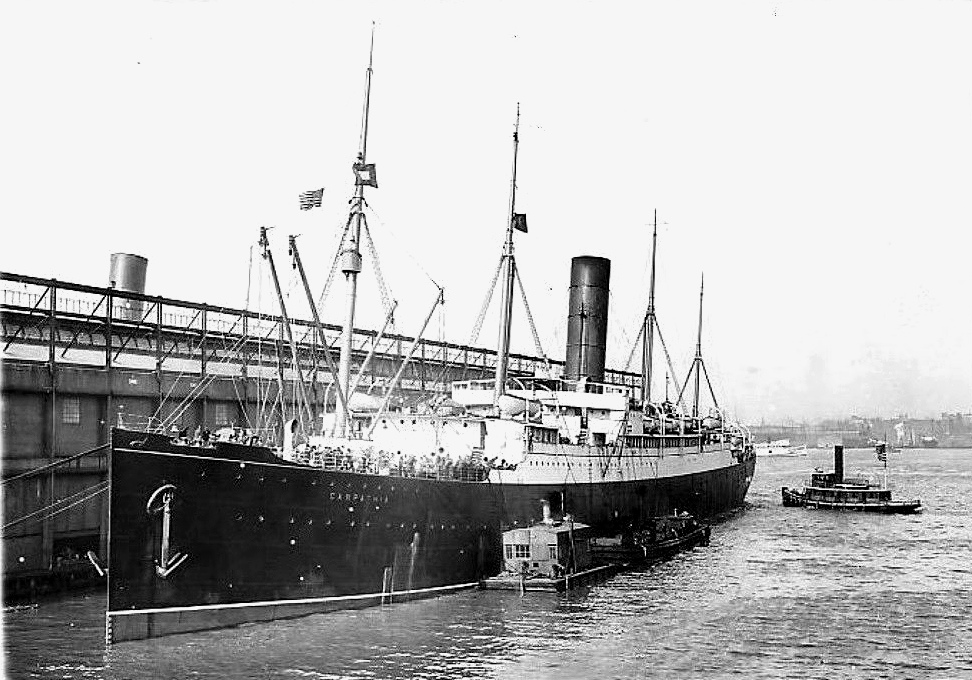
Bride a immédiatement repris son travail sur le Carpathia qui ramenait les survivants à New York.

Ses blessures n'empêchent pas Bride d'agir. Embarqué sur le Carpathia vers 8 heures le 15 avril, il assiste son collègue Harold Cottam à la radio. Il s'agit en effet de transmettre les messages destinés à la compagnie, aux autres navires, ainsi que les premières listes de passagers et certains messages personnels. Leur travail est quasi-continu jusqu'à l'arrivée du paquebot à New York, le jeudi 18. Bride, toujours handicapé, doit être porté sur le quai.
Par la suite, les deux opérateurs vendent leur témoignage au New York Times (le règlement de la compagnie Marconi qui les emploie le leur permet en effet en cas de catastrophe en mer). Ils sont ensuite interrogés par la commission d'enquête présidée par le sénateur William Alden Smith.

### Fin de vie
Après l'affaire du Titanic, Bride décide de rester discret sur sa vie. Après le naufrage, il rencontre sa future épouse, une jeune fille nommée Lucy Downie qui l'aborde après l'avoir reconnu dans un journal. Tous deux voyagent notamment à Goldaming, le village de naissance de Jack Phillips, pour lui rendre hommage. À l'époque, Bride travaille dans un bureau de poste londonien.
Durant la Grande Guerre, Bride sert de télégraphiste, notamment à bord du Mona's Isle. Après-guerre, il épouse Lucy, avec qui il a trois enfants. Désireux de tirer un trait sur la tragédie qu'il a vécu, il se retire en Écosse avec son épouse et ses enfants et y devient voyageur de commerce. Il meurt le 29 avril 1956 à la suite de complications pulmonaires.